# Варадеро
Варадѐро (на испански: Varadero) е известен курортен град в провинция Матансас, Република Куба, един от най-големите в региона на Карибите.

## География
Разположен е на полуостров Икакос, на 140 километра източно от Хавана, на източния край на магистралата Виа Бланка. Полуостровът е широк само километър и половина в най-широката си част и практически е отделен от остров Куба чрез канала Кауама. Тази ивица земя е част от основната островна част и нейната крайна част е най-северната точка на Куба — Пунта Икакос. В североизточната част на полуострова са се съхранили девствени гори и плажове.

## Туризъм и икономика
Варадеро е първият и най-голям курорт с плажна ивица над 20 километра. Туризмът се разраства след като американският милионер Дюпон построява свое имение на полуострова в началото на 30-те години на 20 век. Преди това полуостровът привлича посетители още от 1870 година. След Кубинската революция плажовете са отворени за обикновените хора, а имотите на богаташите са национализирани.
Към 2008 Варадеро се посещава основно от европейски и канадски туристи. Броят на американците, посещаващи курорта нараства, въпреки че е крайно трудно да се организира посещение в страната поради негативното отношение на САЩ спрямо народната власт в Куба. Край града е второто по големина международно летище в Куба – „Хуан Гуалберто Гомес“.